# John Campbell, I barone Campbell
John Campbell, dal 1841 I barone Campbell di Saint Andrews (Cupar, 1779 – Londra, 1861), è stato un politico britannico.
Deputato liberale dal 1830 e solicitor general nel 1832, nel 1846 fu eletto cancelliere del ducato di Lancaster.
Lord chief justice nel 1850, Palmerston lo fece nel 1859 lord cancelliere.